# Olyra
Olyra là một chi thực vật có hoa trong họ Hòa thảo (Poaceae).

## Loài
Chi Olyra gồm các loài: